# Ilana Verdansky
 (octobre 2024).
- Si vous ne connaissez pas le sujet, laissez ce bandeau (vous pouvez alors contacter les auteurs).
- Si vous supprimez le contenu mis en cause (vous pouvez préalablement contacter les auteurs),

argumentez précisément cette suppression dans la page de discussion
(un manque de référence n'est pas un argument ; une recherche réelle de référence doit avoir été effectuée, être formellement documentée).
Ilana Verdansky est un personnage fictif du feuilleton télévisé Lost : Les Disparus. Il est interprété par l'actrice Zuleikha Robinson.
Elle entre en scène dans le sixième épisode de la cinquième saison de Lost. Chasseuse de primes embarquant dans le vol Ajira 316, elle a Sayid sous sa garde. Dans le dernier épisode de la cinquième saison, on apprend qu'elle était en contact avec Jacob, la plus haute autorité de l'île.

## Biographie fictive

### Avant le crash
Le seul flashback au sujet d'Ilana se déroule en 2007, lorsqu'elle est dans un hôpital russe où Jacob lui demande de l'aider. Par la suite, elle rencontre Sayid Jarrah dans un bar et le séduit, avant de l'attaquer et de le capturer. Elle escorte alors Sayid sur le vol Ajira 316 jusqu'à ce que l'avion atteigne l'île de l'Hydre.

### Après le crash
Sur l'île, elle explore la station Dharma avec Caesar. Plus tard, elle rencontre également John Locke et est déconcertée quand il lui dit qu'il était mort. Après la mort de Caesar, Ilana prend la conduite du groupe de survivants avec Bram et quelques autres. Ils s'arment alors et s'apprêtent à voyager à travers l'île principale avec une grande caisse en aluminium. Quand Frank Lapidus leur demande ce qu'ils font, Ilana lui demande « Qu'y a-t-il dans l'ombre de la statue ? » et l'assomme quand il ne répond pas à la question. Ils voyagent jusqu'à la statue de Taouret où Ilana demande à voir Richard Alpert. Elle lui pose la même question et Richard répond en latin « Ille qui nos omnes servabit ». Ils ouvrent alors la caisse et on peut découvrir le corps sans vie de John Locke.
Ilana et son équipe apprennent ensuite la mort de Jacob et son équipe se fait tuer par l'homme en noir (la « fumée noire ») lorsqu'ils se rendent sous la statue. Ilana recueille les cendres de Jacob et enterre le corps de Locke, puis elle conduit ses collègues survivants du vol 316 (Ben, Sun et Frank) au temple. Lorsqu'ils arrivent au temple, celui-ci est attaqué par l'homme en noir. Ilana et son groupe, rejoint par Miles, se rendent dans une pièce cachée pour se protéger. Après s'être échappés, Ilana demande à Miles comment Jacob est mort et il lui répond qu'il a été assassiné par Ben. Elle raconte que Jacob était comme un père et force Ben à creuser sa propre tombe. L'homme en noir libère Ben, qui s'échappe dans la jungle et récupère un fusil. Ilana parvient à le rattraper et Ben explique pourquoi il a tué Jacob, et Ilana lui pardonne, lui permettant de rejoindre leur groupe. Le groupe est rejoint par Richard, et les candidats Jack et Hurley. Ilana dit à Richard que Jacob l'a chargé de le trouver et lui demande ce qu'ils doivent faire maintenant. Richard dit qu'ils doivent empêcher l'homme en noir de quitter l'île en faisant exploser l'avion Ajira. Ilana se rend ensuite au Rocher Noir et récupère quatre bâtons de dynamite qu'elle place dans son sac à bandoulière. On lui rappelle que la dynamite est instable mais au cours d'une dispute avec Hurley pour savoir s'ils doivent aller jusqu'au bout de leur plan, Ilana laisse tomber son sac au sol. L'impact déclenche une explosion, la tuant instantanément.

### Réalité alternative
Dans la réalité alternative, Ilana est l'avocate de la famille Shephard. Elle ne fait pas partie des personnages principaux présents dans la scène finale de l'église.